# Så er der kaffe og heroin
|  | Denne artikel er oprettet af botten PalnaBot ud fra en ekstern database. Den kan derfor have sproglige fejl eller mangler. Denne skabelon kan fjernes efter kontrol af indholdet. |

Så er der kaffe og heroin er en film instrueret af Ulrik Holmstrup.

## Handling
I 40 år har samfundet med alle midler forsøgt at bekæmpet heroin. Men nu står sygeplejersken Maria og gør en sprøjte med heroin klar til en narkoman: et fix på statens regning. I foråret 2010 åbnede det første behandlingssted i Danmark, hvor narkomaner kan få lægeordineret heroin. Der er ikke tale om et forsøg - som det første sted i Verden er Danmark gået direkte til behandling. Behandlingsstedet hedder Valmuen - og igennem ni måneder har filminstruktøren Ulrik Holmstrup fået lov til at følge livet på Valmuen, som det udspiller sig blandt brugerne og de ansatte på stedet.